# Waffenstillstand von Moskau

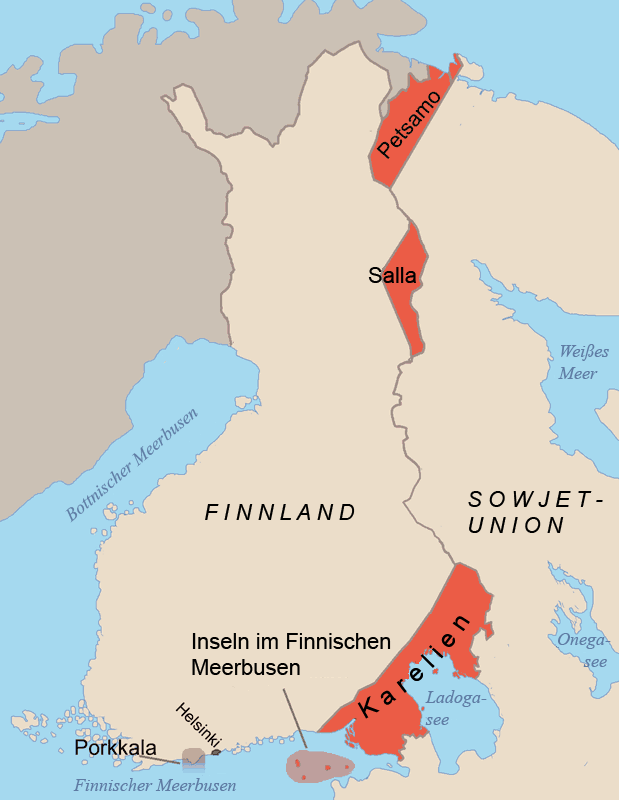
Die von Finnland nach dem Moskauer Waffenstillstand an die Sowjetunion abgetretenen Gebiete. Porkkala wurde 1956 an Finnland zurückgegeben.

Der Waffenstillstand von Moskau (finnisch Moskovan välirauha, schwedisch Mellanfreden i Moskva, russisch Московское перемирие „Zwischenfrieden von Moskau“), der am 19. September 1944 in Moskau von Finnland mit der UdSSR und dem Vereinigten Königreich unterzeichnet wurde, beendete den Fortsetzungskrieg (25. Juni 1941 bis 19. September 1944). Der Fortsetzungskrieg war eine Weiterführung des Winterkrieges (30. November 1939 bis 13. März 1940), der mit einem ähnlichen Abkommen, dem Frieden von Moskau (vorläufig) beendet wurde. Auch das inoffizielle militärische Bündnis zwischen Finnland und dem Deutschen Reich wurde durch den Waffenstillstand von Moskau beendet.

## Die Vertragsbedingungen

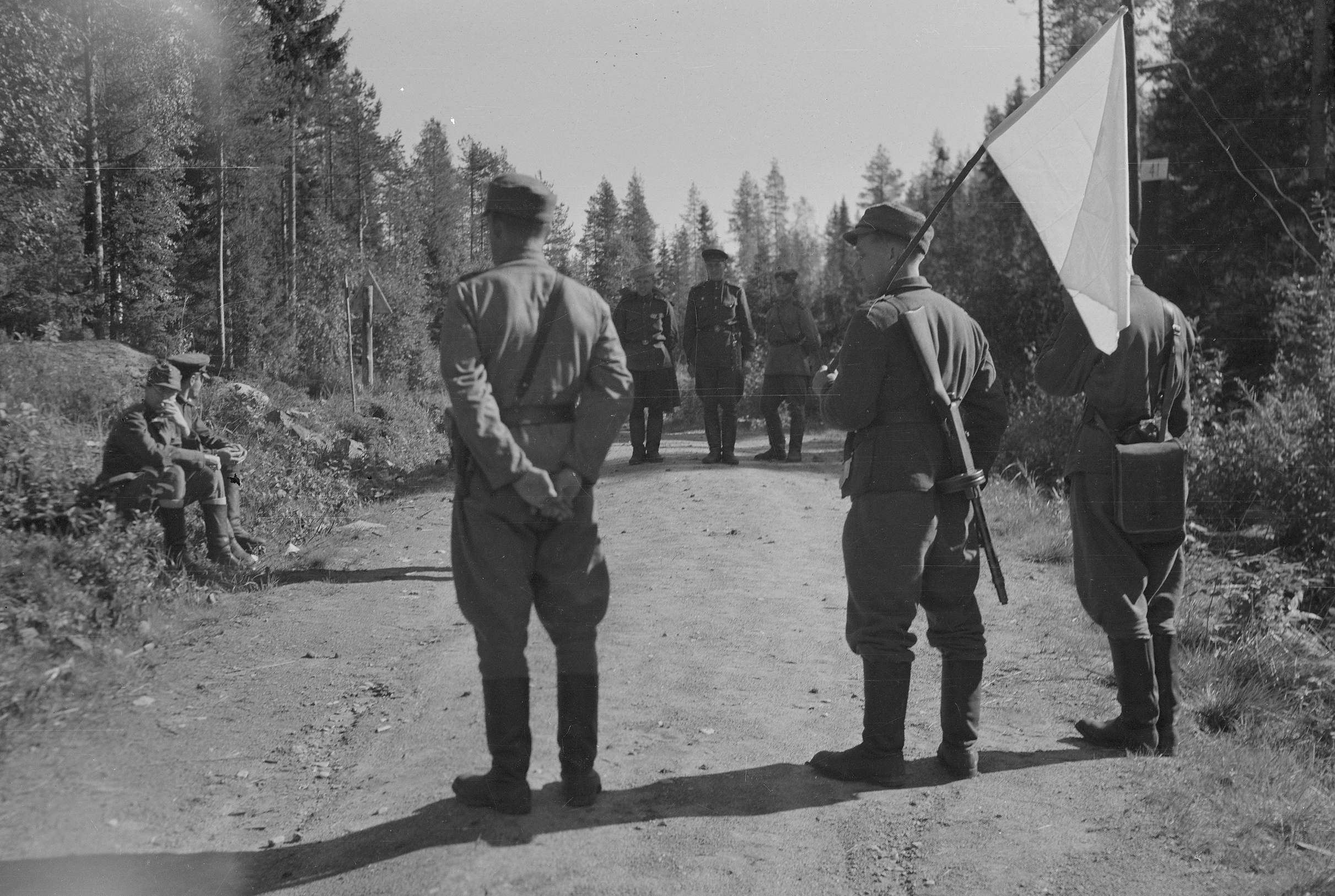
Finnische und sowjetische Offiziere treffen sich am 5. September 1944 zu Verhandlungen.

Mit den Bedingungen des Waffenstillstands wurden die bereits bei der Unterzeichnung des Moskauer Friedensvertrages im Jahre 1940 gestellten sowjetischen Forderungen bestätigt. Finnland musste Teile Kareliens, das Gebiet um Salla sowie die Außeninseln im Finnischen Meerbusen an die Sowjetunion abtreten. Hinzu kam, dass die Sowjetunion nun auch das im Jahre 1920 an Finnland abgetretene Petsamo-Gebiet (Petschenga) wieder für sich beanspruchte. Außerdem verpflichtete sich Finnland dazu, die Halbinsel Porkkala für die Dauer von 50 Jahren an die Sowjetunion zu verpachten; das Gebiet wurde jedoch bereits im Jahre 1956 an Finnland zurückgegeben.

Finnland verpflichtete sich zudem, an die Sowjetunion Reparationszahlungen in Höhe von 300 Millionen US-Dollar zu leisten.
Des Weiteren musste Finnland einerseits das Bestehen kommunistischer Organisationen auf seinem Gebiet zulassen, andererseits aber dem Faschismus nahestehende Organisationen verbieten.
Zu den Bedingungen des Waffenstillstands gehörte auch, dass Finnland seine Beziehungen zum Deutschen Reich abzubrechen und ab dem 15. September (noch vor vollzogenem Vertragsabschluss) noch auf seinem Territorium befindliche Truppen des ehemaligen Bündnispartners zu internieren hatte. Dies führte in der Folge zum Lapplandkrieg zwischen Finnland und dem Deutschen Reich. Der Vertrag verpflichtete die finnische Seite außerdem dazu, kriegsgefangene Deutsche an die Sowjetunion auszuliefern.
Ein endgültiger Friedensvertrag wurde in der Folge der Pariser Friedenskonferenz 1946 am 10. Februar 1947 in Paris unterzeichnet.